# Benedetto Aloi
Benedetto Aloi, detto "Benny" (New York, 6 ottobre 1935 – New York, 6 aprile 2011), è stato un mafioso statunitense, importante membro della Famiglia Colombo di New York.
Negli anni '80 fu perseguito per il famoso caso degli "appalti delle finestre". È il figlio di Sebastiano Aloi e il fratello di Vincenzo Aloi, anche loro importanti "uomini d'onore".

## I primi anni
Benedetto Aloi nasce a New York, il 6 ottobre del 1935. Suo padre è stato Sebastiano Aloi,  potente capodecina della Famiglia Colombo, e suo fratello e Vincenzo Aloi, anch'egli mafioso. Sotto la tutela e la guida del padre, lui e suo fratello Vincenzo iniziarono a lavorare per la Famiglia Profaci, e all'inizio degli anni '60, con l'approvazione del padre furono fatti "uomini d'onore". Come soldato nel gruppo del padre, Benedetto si occupo' di gioco d'azzardo, di usura, e delle operazioni di trasporto nel settore dell'abbigliamento al "Garment District Center". Quando suo padre Sebastiano si ritirò dalle attività mafiose, suo fratello Vincent, ne prese il posto di capodecina. Durante un periodo di detenzione di suo fratello Vincent, Benedetto lo sostituì alla guida del gruppo. Alla fine degli anni '80, con la condanna all'ergastolo di Carmine Persico, fu messo come Boss reggente Vic Orena, e Benedetto Aloi fu nominato da quest'ultimo consigliere provvisorio della Famiglia.

## La faida Orena - Persico
Alla fine degli anni '80, Persico viene condannato all'ergastolo, e pur continuando a comandare dal carcere, nominò come Boss reggente il suo vicecapo, Vic Orena. Orena a partire dal 1991, con il sostegno dello stesso Aloi, e di altri importanti capodecina della Famiglia, iniziarono a tramare contro gli uomini di fiducia di Persico. Scoppiò così la famosa guerra dei Colombo tra la fazione di Orena, e la fazione rimasta fedele a Persico. Alla fine del 1991 lo stesso Aloi fu incriminato, e la faida durò fino al 1993, con la vittoria della fazione Persico. Aloi nella gerarchia della famiglia fu retrocesso da consigliere a capodecina, proprio per la sua vicinanza a Vic Orena.

## Periodo in carcere
All'inizio della faida, Aloi fu incriminato nel famoso caso degli "appalti delle finestre", un colossale appalto multimilionario, assieme ad altri membri delle Famiglie: Lucchese, Gambino, e Genovese. Alla fine del 1991 Aloi fu condannato con la legge "RICO", per cospirazione di omicidio e altri racket a 15 anni di carcere. Il 17 marzo 2009, Benedetto Aloi venne rilasciato dal carcere.
È morto il 7 aprile 2011 all'età di 75 anni.